# José Vicente Concha
José Vicente Concha Ferreira (Bogotá, 21 de abril de 1867-Roma, 8 de diciembre de 1929) fue un político, abogado, jurisconsulto, sociólogo, periodista, educador y escritor colombiano. Fue presidente de Colombia entre el 7 de agosto de 1914 hasta el 7 de agosto de 1918.
Miembro del Partido Conservador, siendo uno de los militantes más progresistas dentro del rígido sistema conservador.
Fue presidente de Colombia entre 1914 y 1918,durante su gobierno mantuvo al país en la neutralidad durante la Primera Guerra Mundial, tuvo que enfrentar la crisis económica por la disminución de las importaciones. 
Fue abogado y diplomático, representante a la Cámara en 1898 por Bogotá, Ministro de Guerra en 1901, embajador en Estados Unidos en 1902. Como embajador se resistió a firmar un tratado con ese país, que ve como improcedente para Colombia y regresa a finales de ese año como parlamentario. 
Como senador de la República se destacan las intervenciones realizadas en el Congreso de 1898 y en los episodios que precipitaron la caída y renuncia del general Rafael Reyes.
En 1910 se presenta como candidato a la presidencia, pero es derrotado por el candidato de la Unión Republicana Carlos Eugenio Restrepo en la Asamblea Nacional. Con el apoyo del Partido Liberal, dirigido por Rafael Uribe Uribe, logra la presidencia de la república, derrotando al candidato republicano, Nicolás Esguerra.
Muere siendo embajador de Colombia en Italia.

## Biografía
José Vicente Concha Ferreira nació el 21 de abril de 1867 en Bogotá, Estado Soberano de Cundinamarca (hoy simplemente Cundinamarca), en los Estados Unidos de Colombia. Era hijo de José Vicente Concha Lobo, político y educador conservador, y de su madre Adolfa Ferreira.
José Vicente estudió en el centro de instrucción católica Colegio Pío Nono, donde trabaja su padre y del cual también era fundador. Graduado como bachiller, estudió derecho en la Universidad Católica de Colombia, de donde se graduó como un destacado abogado penalista.
Titulado como abogado, Concha se dedicó al periodismo en 1891 hasta 1912, publicando para los periódicos colombianos y extranjeros de corte conservador como El Colombiano, El Telegrama, Correo Nacional, El Día, El País, La Joven Colombia y el Nuevo Tiempo. Fue educador en el Colegio del Espíritu Santo de propiedad de Carlos Martínez Silva, coincidiendo con célebres literatos Marco Fidel Suárez y Miguel Antonio Caro.
Ejerció como abogado en varios cargos, trabajando en el Juzgado del Circuito de Zipaquirá, y en la Fiscalía del Tribunal Superior de Cundinamarca. Su carrera comenzó como diputado de la Asamblea de Cundinamarca, luego como secretario de la gobernación de Cundinamarca, y secretario para el presidente Miguel Antonio Caro, a quien apoyó a través del periódico El Colombiano, cuando era candidato a la vicepresidencia.

### Procuraduría general y gobierno de Sanclemente

Concha en 1900, Credencial Historia.

En 1894, fue nombrado procurador general de la Nación. En ese cargo se opuso públicamente al presidente Caro, ocasionándose una ruptura con él, ya que consideraba que sus intentos por perpetuarse en el poder eran peligrosos para la democracia colombiana. En ese sentido rechazó la postulación que le hizo Caro de ser director de la Facultad Nacional de Derecho.   
Para 1897 fue elegido como representante a la Cámara por Bogotá, haciéndose muy célebre por sus poderosos discursos y su defensa de algunas libertades como la libre prensa y la abolición de los monopolios. También fue un activo crítico del gobierno durante la Guerra de los Mil Días, solicitándole al ministro Guillermo Quintero medidas menos severas contra los adversarios liberales.

### Guerra de los Mil Días y conflictos diplomáticos
Derribado Sanclemente en 1900, Concha pasó a ser Gobernador de Cundinamarca en 1901 y en 1902 fue nombrado embajador en Italia y luego Embajador en Estados Unidos para el gobierno de José Manuel Marroquín.    
Concha renunciaría en noviembre del mismo año debido a diferencias con el presidente, ya que Marroquín solicitó a Estados Unidos la intervención en el istmo, basándose en el Tratado Mallarino-Bidlack de 1846, para derrotar a los liberales de Panamá (siendo un hecho decisivo para la causa independista de los panameños, que se convirtieron en país soberano en 1903).   

### Regreso a Colombia
Después de la guerra Concha fue nombrado director de la cátedra de Derecho Político y Penal en la Universidad Nacional, donde escribió sus primeras obras académicas.  También fue elegido congresista, donde mantuvo una fuerte oposición al gobierno de su copartidario Rafael Reyes. El apoyo de Concha a la causa contra el presidente fue determinante y Reyes se vio obligado a renunciar en 1909, siendo reemplazado por Jorge Holguín, quien sólo duró unos días en el poder porque el Congreso designó a Ramón González Valencia como presidente, en agosto de 1909.
Concha participó en la Asamblea Nacional de 1910, que hizo importantes reformas a la Constitución de 1886, con la cual se estableció el voto directo, modalidad que le beneficiaría en sus aspiraciones presidenciales 4 años después.

### Primera candidatura presidencial y regreso al Congreso
Concluido el mandato de González Concha presentó su candidatura presidencial por el partido conservador para las elecciones de 1910 ante la Asamblea Nacional, pero fue derrotado por el republicano Carlos Eugenio Restrepo, quien a pesar de también ser conservador, contaba con apoyo del Partido Liberal y se presentó bajo el movimiento Unión Republicana, fundada por él mismo.  
Pese a su derrota, Concha fue elegido como segundo designado a la presidencia, venciendo a Hernando Holguín y Caro, y compartiendo el cargo con el primer designado Ramón González, el saliente presidente del país. También publicó en 1911 la obra Apuntamientos de Derecho Constitucional, que contó con 3 ediciones hasta 1923.

### Segunda candidatura presidencial
A pocos meses de terminar el gobierno de Restrepo, Concha se volvió a presentar a las elecciones presidenciales de 1914 como candidato único del Partido Conservador, siendo respaldado abiertamente por la Iglesia Católica y por el influyente líder conservador Marco Fidel Suárez, que logró unificar el partido en torno a la candidatura de Concha.
Logró la victoria con un amplio margen, pese a los buenos resultados resultantes del gobierno de Restrepo y el apoyo del gobierno al candidato por la Unión Republicana, Nicolás Esguerra. La derrota de Esguerra se dio por el apoyo del sector liberal disidente, a la candidatura de Concha, liderado por el militar Rafael Uribe Uribe. 

### Presidencia (1914-1918)
Concha logró mantener una relación cordial entre los dos partidos tradicionales, en plena hegemonía conservadora.Gobernó durante la Primera Guerra Mundial, logrando preservar la neutralidad de Colombia en el conflicto.También firmó el Tratado Muñoz Vernaza-Suárez con Ecuador en 1916 para establecer las fronteras entre los 2 países y logró que las exportaciones del café se convirtieran en la mayor actividad económica del país, superando el 50% de los ingresos de Colombia. Su gobierno afrontó la crisis económica que golpeó a Colombia por la Primera Guerra Mundial, además de un verano, la gripe española y una plaga de langostas, obligó al gobierno a recortar los gastos, se eliminaron cargos públicos, se redujo el Ejército Nacional, varias obras públicas fueron aplazadas o suspendidas, por la falta de recursos, también creó gravámenes a varios productos y servicios. Entregó una parte del Capitolio Nacional, sede del congreso colombiano; la  primera sede de la Academia Colombiana de la Lengua y la estación del Ferrocarril de la Sabana. También inició la construcción de las líneas telegráficas de Caquetá, y de Bogotá-Arauca.

#### Colombia durante la Primera Guerra Mundial
Concha fue elegido presidente en febrero de 1914, y se posesionó el 7 de agosto de 1914, días después de iniciada la Primera Guerra Mundial, que comenzó el 28 de julio de ese año. Gracias al nombramiento Marco Fidel Suárez, el país logró mantener la neutralidad. Para esto contó igualmente con el apoyo de ambos partidos político, pese a que las presiones de ambos bandos eran fuertes.

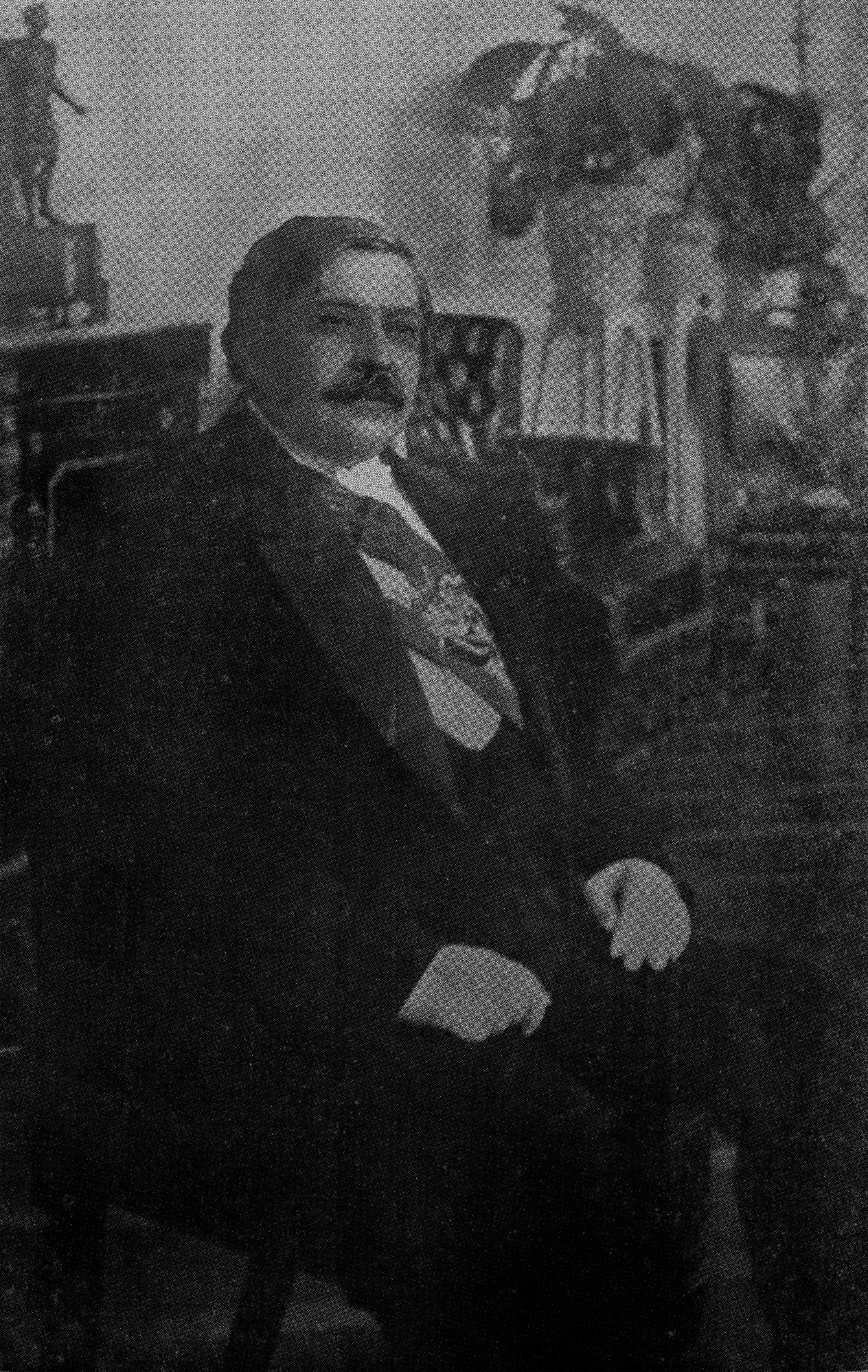
Fotografía del presidente Concha Ferreira extraída del libro "Informes sobre las misiones del Putumayo". Bogotá: Imprenta Nacional, 1916.

Su decisión buscaba apalear los problemas económicos mundiales que estaban afectando al país, evitar una nueva guerra tras la pérdida de Panamá casi 11 años atrás, y mantener relaciones de cordialidad con los países involucrados en la guerra, ya que la influencia alemana, francesa e inglesa aún era muy fuerte en el país.
La guerra paralizó el comercio internacional, afectando igualmente a Colombia en sus exportaciones y dejando cancelados los créditos que el país había adquirido años atrás por el gobierno colombiano para temas de desarrollo. A pesar de ello, el gobierno creó títulos valores o vales, para respaldar las obligaciones vigentes. También prescindió de consejeros internacionales para conservar la soberanía del país, pese a que la guerra requería de asesoría internacional diplomática.[cita requerida]

### Pospresidencia

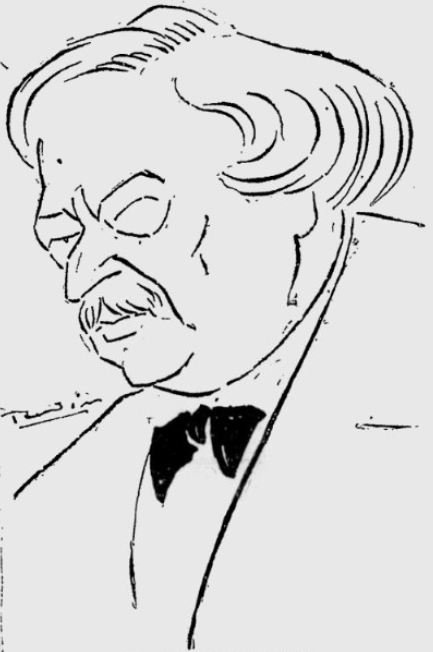
Concha, retratado por el caricaturista Ricardo Rendón, serviría de inspiración para el divertido personaje del señor Magoo

Terminado su cargo, Concha fue nombrado ministro de relaciones exteriores por el gobierno de Marco Fidel Suárez, estando en el cargo menos de dos meses, de septiembre a noviembre de 1921. Luego viajó a Italia, donde de nuevo fue nombrado embajador por Suárez, y presentó sus credenciales ante el primer ministro italiano Benito Mussolini, siendo representante ante el Senado italiano. Durante su paso por la embajada, el poeta del Partido Liberal Juan Lozano y Lozano afirmó de Concha en clara admiración por su experiencia lo siguiente:

«Yo conocí entonces a Concha, en Roma, en una estrecha pieza que le servía de estudio, y cuyas ventanas se abrían sobre el antiguo cuartel de las guardias pretorianas. Ningún hombre me ha dado sensación parecida de grandeza. 

Yo lo visitaba con frecuencia y lo miraba bien en los ojos, y procuraba grabar muy hondo en mi memoria su figura, para que me sirviera de inspiración al través de los días de mi vida.

En su palabra había el acento colérico de los profetas en desgracia; su mano se asía del brazo de la silla como una garra pálida; su melena, su clásica melena que al huracanarse en el parlamento producía una conmoción de conciencias, ahora parecía una cúspide solitaria que sólo agitan los vientos del espacio.»
Juan Lozano y Lozano, 1935

Posteriormente fue nombrado ministro plenipotenciario de Colombia en el Vaticano ante el Papa Pío XI, que ya en esos días era un estado soberano independiente de Italia. Fue confirmado en el cargo por los presidente Pedro Nel Ospina, de 1922 a 1926, y luego por Miguel Abadía Méndez, entre 1926 a 1929.

### Muerte
José Vicente Concha falleció en Roma, en ejercicio de su cargo diplomático, al medio día (hora colombiana), el domingo 8 de diciembre de 1929, a los 62 años. Según informes de la época, Concha estaba sufriendo por una influenza que se salió de control y también estaba aquejado por una insuficiencia renal.
Tratándose de un embajador pontificio, el cadáver de Concha fue expuesto en cámara ardiente en su residencia vaticana, y a sus honras fúnebres asistieron representantes del papado. El 10 de diciembre se realizaron los servicios funerarios en su honor en la iglesia del Corazón de Jesús, de Roma. Su cuerpo fue trasladado luego a Colombia, y como fue su deseo, se cubrió su ataúd con la bandera del país y fue enterrado en el Cementerio Central de Bogotá, donde actualmente reposan sus restos.
Por medio del Decreto 2038 de 1929, el presidente Miguel Abadía Méndez decretó luto nacional por su muerte, y el Decreto 733 del mismo año, de la Gobernación de Cundinamarca lo declaró ciudadano ilustre de Cundinamarca y símbolo patriótico.

## Vida privada
Se reporta que Concha era un hombre reservado y tímido, y de pocas palabras, similar a su copartidario Jorge Holguín y al poeta y escritor, miembro del partido rival de Concha, Antonio José Restrepo. También se afirmaba que Concha tenía una salud frágil, lo que habría hecho que el presidente Marroquín lo ubicara en el cargo de emisario en Panamá.
También hay varios relatos que hablan de Concha como un hombre varonil y de aspecto atractivo. Según Armando Gómez Latorre cuando el Papa Benedicto XV conoció a Concha con un guiño cómplice afirmóː

"Qu'il est un bel homme"
Es un hombre guapo
SS. Benedicto XV

Su biógrafo y amigo Carlos Lozano afirmó tambiénː

"No he visto, tipo varonil más perfecto que Concha, al que ahora tengo delante de mis ojos. Concha gozó siempre del privilegio natural de una espléndida apostura.
(...)
En Europa las gentes se volvían para mirarlo y preguntaban por el nombre de tan imponente personaje. Al percatarse de que se llamaba Concha, exclamaban: Vaya! Qué apuesto Concha y su señora madre!"
Carlos Lozano y Lozano.

### Familia
José era hijo del militar y fervoroso católico José Vicente Concha Lobo y de Adolfa Ferreria. Su abuelo paterno era el coronel progresista José Gabriel Concha, quien estaba emparentado con Francisco de Paula Santander, y de hecho, era natural de Villa del Rosario. Su lealtad a la causa libertadora le dio acceso a las cumbres del poder y así fue amasando una considerable fortuna. Quizá por esa filiación Concha era un católico fervoroso pero con ideas progresistas.

#### Matrimonios
José se casó por primera vez con Leonor Córdova, con quien tuvo a sus cuatro primeros hijos: Leonor, Isabel, Julia y Luis Concha Córdoba. En segundas nupcias se unió a Elvira Cárdenas Mosquera, con quien tuvo a sus tres últimas hijas: Elvira, María y Josefina Concha Cárdenas. 
Elvira Cárdenas era nieta por línea materna del general y múltiples veces presidente de Colombia Tomás Cipriano de Mosquera, y por tanto sobrina nieta del también presidente Joaquín Mosquera, y del cardenal Manuel José Mosquera y su gemelo, el educador Manuel María Mosquera y Arboleda. Los Mosquera estaban emparentados también por matrimonio con el poeta Julio Arboleda y su hermano el educador Sergio Arboleda, y con el poeta Rafael Pombo. 
Su cuñada Emma Cárdenas Mosquera (quien junto a Elvira era hija del militar Jeremías Cárdenas Silva) estaba casada con el hijo del expresidente Julián Trujillo Largacha, Guillermo Trujillo Carvajal. 

#### Descendencia
El único hijo varón de Concha fue Luis Concha Córdoba, un destacado sacerdote que llegó a ser cardenal de la Iglesia colombiana en los años 50 y 60. Por su parte su hija Josefina se unió en matrimonio a Luis Carlos Pombo, miembro de la misma familia a la que pertenecían Lino de Pombo, su hijo Rafael, y sus primos Julio y Sergio Arboleda Pombo.

## Legado

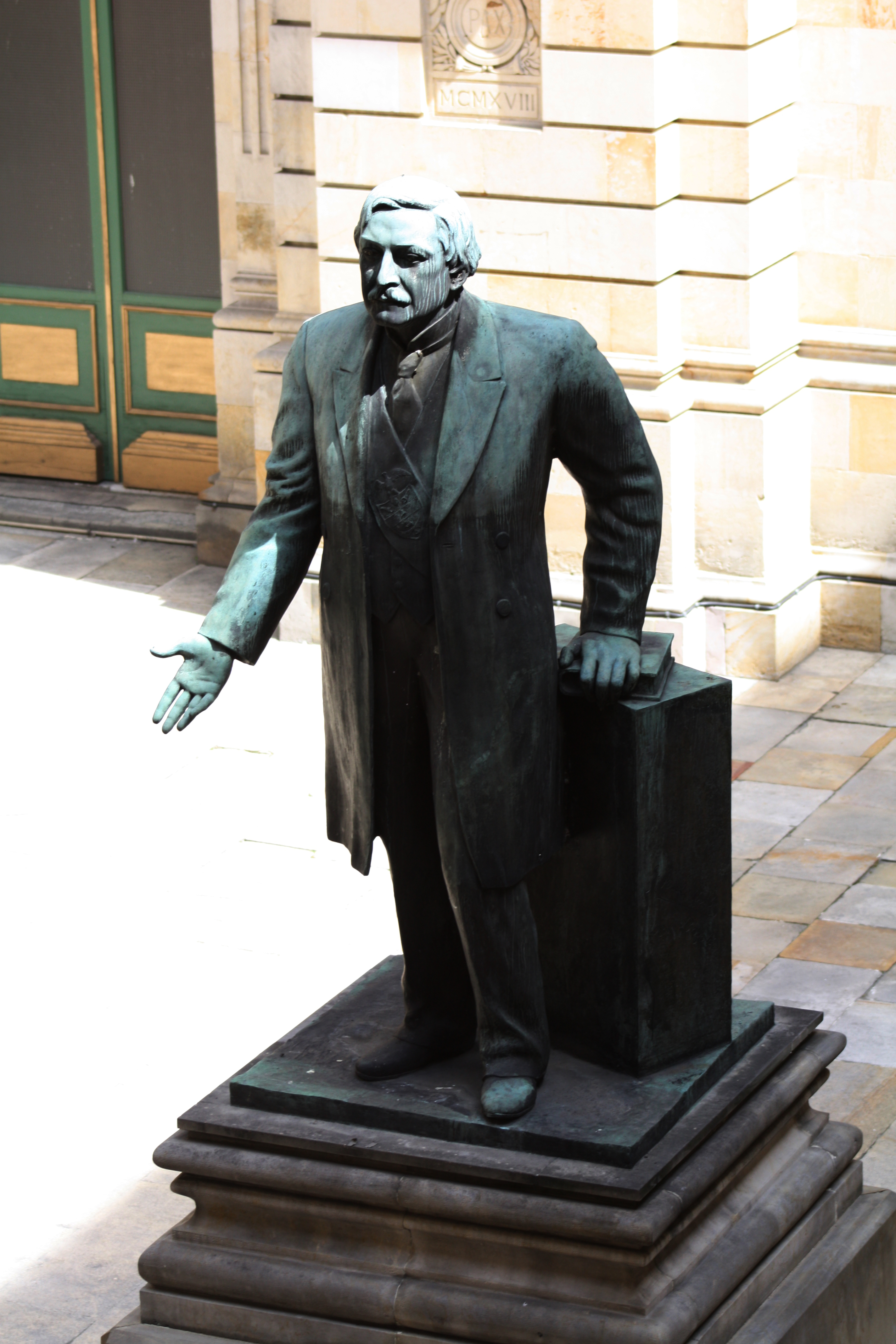
Estatuta de Concha en el patio del Palacio de San Francisco, Bogotá.

Décadas después se erigió una estatua de bronce en honor a Concha, estatua que fue ubicada en el patio del Palacio de San Francisco, entonces sede de la Gobernación de Cundinamarca, en Bogotá.
En su honor, dada su condición de abogado penalista sobresaliente, y su parentesco lejano con la familia Arboledad, se creó el "Instituto  de Derecho Penal y Ciencias Criminalísticas José Vicente Concha" (INDECRIM), adscrito a la facultad de derecho de la Universidad Sergio Arboleda.
En el municipio de Pandi, Cundinamarca, se bautizó un puente (erigido en épocas del presidente Concha, en 1916) como Puente José Vicente Concha, el cual hace parte del complejo víal conocido como el Camino Real, que conectaba a los municipios de Honda, Melgar, Icononzo, Pandi, Arbeláez, Fusagasugá, Sibaté y Soacha con Bogotá.
En Cali, se creó la Escuela José Vicente Concha.

## Obras
- Tratado de derecho penal y comentarios al código penal colombiano (1890).
- Código colombiano de comercio marítimo (1907).
- Elementos de pruebas judiciales (1911).
- Apuntamientos de Derecho Constitucional (1912).